# Tennessee-Tombigbee Waterway

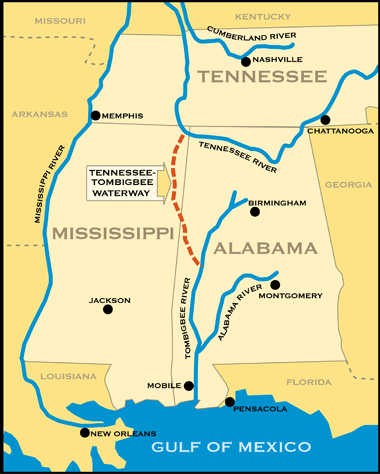
Verlauf

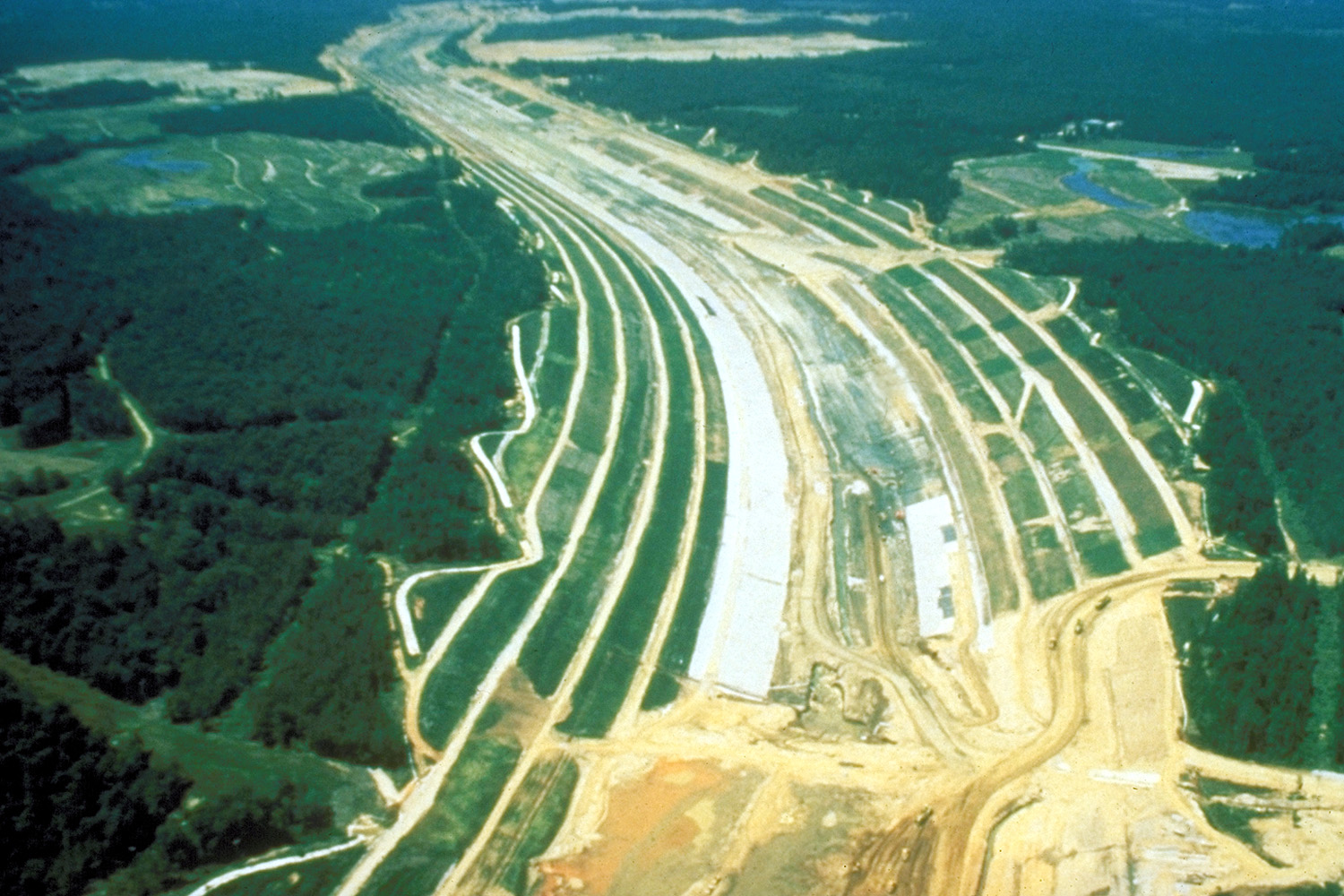
Bau des Divide Cut

Der Tennessee-Tombigbee Waterway (kurz Tenn-Tom) verbindet den Tennessee River in Tennessee mit dem Oberlauf des Tombigbee River im Bundesstaat Alabama, hat eine Länge von 376 km und ist 120 m breit. Bei dem Projekt wurde eine größere Erdmenge als beim Bau des Panama-Kanals bewegt. Über zehn Schleusen mit je 193 m Länge und 33,5 m Breite wird der Höhenunterschied von 104 m überwunden. Die Schleusen können Schubverbände mit acht Bargen aufnehmen.
Als Teil seiner „Southern Strategy“ entschied Präsident Richard Nixon 1971 den Bau der Wasserstraße durch das United States Army Corps of Engineers zu beginnen. Nach dem symbolischen Spatenstich führten verschiedene Umweltprozesse jedoch zu 7 Jahren ohne Baufortschritt. Nach dem Amtsantritt Jimmy Carters plante dieser, verschiedene Wasserbauprojekte zu beenden. Eine öffentliche Unterstützungskampagne führte jedoch dazu, dass Carter die Wasserstraße zu einem nationalen Großprojekt erklärte. Nach 12 Jahren Bauzeit und Kosten von knapp 2 Mrd. US-Dollar wurde die Wasserstraße am 12. Dezember 1984 fertiggestellt.
Das Projekt wurde wegen seiner hohen Kosten aber zweifelhaftem Nutzen als Beispiel für Kirchturmpolitik gesehen, nach seiner Fertigstellung wurde der Wasserweg jahrelang kaum genutzt. Erst bei der Dürre 1988 in den USA wich die Binnenschifffahrt auf den Tennessee-Tombigbee Waterway aus.